# Apatura pseudofasciola
Apatura pseudofasciola är en fjärilsart som beskrevs av Hans Fruhstorfer 1913. Apatura pseudofasciola ingår i släktet Apatura och familjen praktfjärilar. Inga underarter finns listade i Catalogue of Life.